# Tiro ai Giochi della XXI Olimpiade
Le gare di tiro a segno e tiro a volo ai Giochi della XXI Olimpiade si svolsero dal 18 al 24 luglio 1976 presso l'Olympic Shooting Range di Montreal.
Il programma prevedeva sette gare miste, accessibili sia a uomini sia a donne.

## Podi
| Evento                                     | Oro                | Perform. | Argento            | Perform. | Bronzo              | Perform. |
| Pistola 25 metri (dettagli)                | Norbert Klaar      | 597      | Jürgen Wiefel      | 596      | Roberto Ferraris    | 595      |
| Pistola 50 metri (dettagli)                | Uwe Potteck        | 573      | Harald Vollmar     | 567      | Rudolf Dollinger    | 562      |
| Bersaglio mobile 50 metri (dettagli)       | Aleksandr Gazov    | 569      | Aleksandr Kedjarov | 576      | Jerzy Greszkiewicz  | 571      |
| Carabina 50 metri a terra (dettagli)       | Karlheinz Smieszek | 599 =    | Ulrich Lind        | 597      | Gennadij Luščikov   | 595      |
| Carabina 50 metri tre posizioni (dettagli) | Lanny Bassham      | 1162     | Margaret Murdock   | 1162     | Werner Seibold      | 1160     |
| Fossa olimpica (dettagli)                  | Donald Haldeman    | 190      | Armando Silva      | 189      | Ubaldesco Baldi     | 189      |
| Skeet (dettagli)                           | Josef Panáček      | 198      | Eric Swinkels      | 198      | Wiesław Gawlikowski | 196      |

## Medagliere
| Posizione | Paese            | Oro | Argento | Bronzo | Totale |
| --------- | ---------------- | --- | ------- | ------ | ------ |
| 1         | Germania Est     | 2   | 2       | 0      | 4      |
| 2         | Stati Uniti      | 2   | 1       | 0      | 3      |
| 3         | Unione Sovietica | 1   | 1       | 1      | 3      |
| 3         | Germania Ovest   | 1   | 1       | 1      | 3      |
| 5         | Cecoslovacchia   | 1   | 0       | 0      | 1      |
| 6         | Paesi Bassi      | 0   | 1       | 0      | 1      |
| 6         | Portogallo       | 0   | 1       | 0      | 1      |
| 8         | Italia           | 0   | 0       | 2      | 2      |
| 8         | Polonia          | 0   | 0       | 2      | 2      |
| 10        | Austria          | 0   | 0       | 1      | 1      |
| Totale    | Totale           | 7   | 7       | 7      | 21     |